# Castell d'Alfàndec
El castell d'Alfàndec o castell de Marinyén està situat al terme municipal de Benifairó de la Valldigna (la Safor, País Valencià). Conegut a la Valldigna com a «castell de la Reina Mora» per una llegenda que diu que des d'aquest es va tirar al precipici una reina mora.
De construcció àrab, la seua situació al cim d'un inaccessible turó el feia inaccessible fins fa uns anys, quan es va habilitar un sender que permet arribar-hi amb relativa facilitat.
El lloc on es troba el castell va ser habitat des de l'edat de bronze. Descrit ja en temps del Cid Campeador com un «castrum sarracenum in monte magno», era el centre protector i recaptador dels impostos dels habitants de la vall d'Alfàndec (avui anomenada Valldigna). Del castell depenien les alqueries habitades per camperols lliures i propietaris de les seues terres, amb una forta organització tribal, per tindre un origen de parentiu comú tots els que les habitaven. Aquestes alqueries eren Massalalí, Alcudiola, Ràfol, Alfulell, l'Ombria, la Xara, Simat, Benifairó i Tavernes, de les quals només perviuen les tres últimes.
Sota les construccions medievals, es conserven restes d'un poblat de l'edat del bronze. Els vestigis principals d'aquest castell són la porta de l'albacar, la torre de l'homenatge i la finestra per on diu la llegenda que es va llançar la reina mora. En aquestes restes predomina l'arquitectura dels segles xiii i xiv. Entre aquestes ruïnes s'han trobat monedes romanes i un petit tresor de monedes de Jaume I. També hi romanen alguns llenços i una capella gòtica dels segles xiv-xv.
El març del 2020 entra a la llista roja del Patrimoni Valencià, pel seu alt risc d'esfondrament. El 2022 es finalitzen unes obres d'emergència.